# ドニゴール統監
ドニゴール統監（ドニゴールとうかん、英語: Lord Lieutenant of Donegal）は、イギリスの官職。統監の1つで、ドニゴール県を担当する。1831年首席治安判事（アイルランド）法（Custos Rotulorum (Ireland) Act 1831）により、Governor職を置き換える形で設立され、ドニゴール首席治安判事も兼任する。1922年に建国したアイルランド自由国では統監が任命されなくなったが、法律自体は残り、1983年制定法整理法で正式に廃止された。

## 一覧
- 1831年10月17日 – 1844年10月5日：第2代ドニゴール侯爵ジョージ・チチェスター[3]
- 1844年11月13日 – 1885年10月31日：第2代アバコーン侯爵ジェームズ・ハミルトン（のち初代アバコーン公爵）[3]
- 1885年 – 1913年1月3日：第2代アバコーン公爵ジェームズ・ハミルトン[3]
- 1913年8月9日 – 1917年3月11日：サー・ジョン・オルファート[3]
- 1917年8月25日 – 1920年：第6代アラン伯爵アーサー・ゴア[3]
- 1920年12月17日 – 1922年：サー・エマーソン・クロフォード・ハードマン（英語版）[3]